# Philippe d'Ysembart de Wreichem
Philippe François Ernest Auguste d'Ysembart de Wrrechem (Doornik, 31 december 1787 - Froyennes, 3 september 1857) was een Zuid-Nederlands edelman en burgemeester.

## Geschiedenis
- In 1678 werd Jacques d'Ysembart door koning Karel II van Spanje opgenomen in de erfelijke adel. Hij was licentiaat in de rechten en griffier van Bergen.
- In 1697 verleende dezelfde erfelijke adel aan Adrien d'Ysembaert, maire van Aat.

De hierna genoemde Ernest stamde af van een andere tak, aangezien beide voornoemde takken uitdoofden.

## Levensloop
D'Ysembart was een zoon van Louis-Ernest d'Ysembart, heer van Wreichem en van Marie-Louise Ponthieure de Berlaere. Hij werd burgemeester van Froyennes.
In 1812 trouwde hij in Kassel met Reine Behaghel (1790-1832) en hertrouwde in 1834 in Bailleul met Julie Behaghel (°1800). Beide huwelijken bleven kinderloos. 
In Froyennes is er een Avenue Ysembart.